# Pachygastra tasmanica
Pachygastra tasmanica is een keversoort uit de familie bladsprietkevers (Scarabaeidae). De wetenschappelijke naam van de soort is voor het eerst geldig gepubliceerd in 1848 door Germar.